# 프란체스카 스키아보네
프란체스카 스키아보네(Francesca Schiavone, 1980년 6월 23일 ~ )는 이탈리아의 여자 프로 테니스 선수이다. 1998년 프로로 데뷔했다. 2010년 프랑스 오픈 여자 단식에서 우승하면서 그랜드 슬램에서 우승한 최초의 이탈리아 여자 테니스 선수가 되었다..

## 플레이 스타일
스키아보네는 전형적인 올라운드(allround) 스타일의 선수로, 쥐스틴 에냉과 플레이 성향이 비슷하다. 묵직한 슬라이스 백핸드를 구사하며 포핸드 또한 강력하다. 그녀는 2010년 현재 한손 백핸드를 사용하는 3명의 세계 랭킹 50위권 이내 여자 선수들 중 한 명이다.

## 메이저 대회 결승

### 그랜드 슬램 결승: 2

#### 단식: 1 (우승 1)
| 결과 | 연도 | 대회        | 코트   | 결승 상대     | 스코어      |
| 우승 | 2010 | 프랑스 오픈 | 클레이 | 서맨사 스토서 | 6–4, 7–6(2) |

#### 복식: 1 (준우승 1)
| 결과   | 연도 | 대회        | 코트   | 파트너        | 결승 상대                                         | 스코어        |
| 준우승 | 2008 | 프랑스 오픈 | 클레이 | 케이시 델라콰 | 아나벨 메디나 가리게스 비르히니아 루아노 파스쿠알 | 2–6, 7–5, 6–4 |